# Graufüchse
Die Graufüchse (Urocyon) sind eine Gattung in der Familie der Hunde (Canidae). Im englischen Sprachraum werden sie manchmal auch tree fox („Baumfuchs“) genannt, da sie, ungewöhnlich für Canidae, häufig auf Bäume klettern. Graufuchsfelle, auch als Grisfuchsfell bezeichnet, werden kommerziell genutzt.

## Merkmale
Graufüchse wiegen gewöhnlich 1,8 bis 7 kg. Der Insel-Graufuchs (Urocyon littoralis) erreicht eine Kopf-Rumpf-Länge von 48 bis 50 cm, der Graufuchs (Urocyon cinereoargenteus) von 48 bis 68,5 cm. Die mindestens 30 % kleineren Insel-Graufüchse haben typischerweise weniger Schwanzwirbel als die Festland-Graufüchse (15–22 gegenüber 21–22).
Das Gesicht, der obere Teil des Kopfes, der Rücken und die Seiten sowie der überwiegende Teil des Schwanzes sind grau. Die Kehle, die Innenseiten der Beine und die Unterseite des Körpers sind weiß, die Seiten des Halses, die unteren Flanken und der ventrale Teil des Schwanzes rostfarbig. Das Haarkleid ist grob, die Haare entlang der Rückenmitte und auf der Schwanzoberseite tragen schwarze Spitzen und ähneln einer schwarzen Mähne.

## Verbreitung und Entwicklungsgeschichte
Der Festland-Graufuchs ist von Oregon und dem südöstlichen Kanada bis in den Westen Venezuelas verbreitet. Die kleineren Insel-Graufüchse, eine Inselverzwergung, sind Endemiten der sechs größeren Kalifornischen Kanalinseln. Es wird vermutet, dass Graufüchse ursprünglich vor 24.000 Jahren eine der nördlichen Inseln erreichten und während des Pleistozän, vor etwa 16.000 Jahren, die drei nördlichen Inseln besiedelten, als diese miteinander verbunden waren. Mit dem Anstieg des Meeresspiegels vor 9.500–11.500 Jahren wurden die Inseln voneinander separiert und vor etwa 4.000 Jahren erreichten die Graufüchse, möglicherweise mit Amerikanischen Ureinwohnern, die südlichen Inseln.

## Lebensraum und Lebensweise
Graufüchse bewohnen bewaldete Gebiete und Buschland, oft in bergigem und zerklüftetem Gelände, nur der Insel-Graufuchs ist in allen Insel-Geländeformen zu finden. Der Graufuchs gräbt seinen Bau entweder selbst oder übernimmt bestehende Strukturen von anderen Tieren. In hohlen Bäumen kann er bis 9 m über dem Boden liegen. Graufüchse sind dämmerungs- und nachtaktiv, der Insel-Graufuchs auch tagaktiv. Sie ernähren sich hauptsächlich von kleinen Wirbeltieren, Insekten und von pflanzlicher Nahrung. Die pflanzliche Kost besteht meist aus Früchten und Getreide und wird von Urocyon häufiger als von anderen Füchsen genommen.

## Systematik und Evolution
Graufüchse werden überwiegend als eine eigene Gattung angesehen, jedoch von Clutton-Brock, Corbet und Hills (1976) der Gattung Vulpes und von Van Gelder (1978) der Gattung Canis, Untergattung Vulpes zugerechnet. Urocyon littoralis wird oft mit Urocyon cinereoargenteus als konspezifisch, zur selben Art gehörend, angesehen. Eine Reihe jüngerer Untersuchungen zeigt aber, dass es sich um unterschiedliche Arten handelt. Bei einer U. cinereoargenteus zugerechneten Population auf der Isla Tiburón könnte es sich möglicherweise um eine eigenständige Art handeln.
Die Gattung Urocyon umfasst zwei Arten:
- Graufuchs (Urocyon cinereoargenteus (Schreber, 1775)) – Oregon und Südosten Kanadas bis westliches Venezuela
- Insel-Graufuchs (Urocyon littoralis Baird 1857) – Kalifornische Kanalinseln San Miguel, Santa Rosa, Santa Cruz, Santa Catalina, San Nicolas und San Clemente, jeder Insel Population ist eine eigenständige Unterart.[2]

Während die Graufüchse in klassischen Systematiken in der Regel den echten Füchsen (Vulpini) zugeordnet werden, werden sie in modernen Systematiken auf der Basis von morphologischen und molekularbiologischen Daten als eine Schwestergruppe aller übrigen rezenten Hunde eingeordnet. Die Abspaltung der Vorfahren der Graufüchse von denen aller anderen Hunde fand wahrscheinlich vor etwa 16,5 Millionen Jahren statt, die Auftrennung in die beiden heute bekannten Arten jedoch erst vor etwa einer Million Jahren.